# Кырмыжка
Кырмыжка — река в России, протекает в Кумёнском районе Кировской области. Устье реки находится в 125 км по левому берегу реки Быстрицы. Длина реки составляет 30 км, площадь водосборного бассейна 256 км².
Река берёт начало из нескольких ключей на холмах Вятского Увала в 13 км к юго-востоку от посёлка Кумёны. В верховьях течёт на юго-запад, затем разворачивается на северо-запад и север. На реке стоят деревни Большеперелазского сельского поселения Большой Перелаз, Закаринье, Молоки, Городчики, Загайновцы, Башкерь, Прохориха, Парфеновщина и Блиненки; а также деревня Мерины Вичевского сельского поселения. Притоки — Берёзовка (правый); Долгуша (левый). Впадает в Быстрицу у деревни Пальник в 4 км к северо-западу от посёлка Вичевщина.

## Данные водного реестра
По данным государственного водного реестра России относится к Камскому бассейновому округу, водохозяйственный участок реки — Вятка от города Киров до города Котельнич, речной подбассейн реки — Вятка. Речной бассейн реки — Кама.
Код объекта в государственном водном реестре — 10010300312111100034587.